# Merbau (Insel)
Merbau (indonesisch Pulau Merbau) ist eine indonesische Insel vor der Ostküste von Sumatra in der Straße von Malakka gelegen.
Sie gehört zu einer Reihe von vor der Ostküste Sumatras liegenden Inseln, die jeweils durch schmale Meeresarme voneinander getrennt sind. Im Westen der Insel liegt Padang, im Süden Rantau und im Osten Rangsang. Von Rantau ist Merbau durch einen nur rund 100 Meter breiten und 14,3 km langen Meeresarm getrennt, wodurch Merbau auf vielen Karten nicht als separate Insel erscheint. Merbau ist durchweg flach.

## Verwaltung
Die Insel Merbau bildet zusammen mit Padang den Unterdistrikt (Kecamatan) Merbau, der seinerseits zum Regierungsbezirk (Kabupaten) Kepulauan Meranti der Provinz Riau gehört. Der Unterdistrikt Merbau hatte 2007 47.370 Einwohner.